# ادموند مک‌میلن
ادموند چارلز مک‌میلن (انگلیسی: Edmund McMillen؛ زادهٔ ۲ مارس ۱۹۸۰) یک طراح بازی ویدئویی است که به خاطر سبک بصری بازی‌های فلش خود شناخته شده است. برجسته‌ترین آثار او شامل بازی سوپر میت بوی در سال ۲۰۱۰ و بازی روگلایک مقید شدن آیزاک است که در سال ۲۰۱۱ منتشر و در سال ۲۰۱۴، بازسازی شد.